# Bunny and the Bunny Hug
Bunny and the Bunny Hug è un cortometraggio muto del 1913 diretto da Wilfrid North.

## Produzione
Il film fu prodotto da William Nicholas Selig per la Vitagraph Company of America.

## Distribuzione
Distribuito dalla General Film Company, il film - un cortometraggio in una bobina - uscì nelle sale cinematografiche statunitensi il 17 maggio 1913. Nel Regno Unito, fu distribuito il 25 agosto 1913. Nelle proiezioni, veniva programmato con il sistema dello split reel, accorpato in un'unica bobina con un altro cortometraggio prodotto dalla Vitagraph, il documentario Vitagraph at Kama Kura.
Copia della pellicola è stata conservata dalla NFPF (National Film Preservation Foundation).